# Operace Ranch Hand

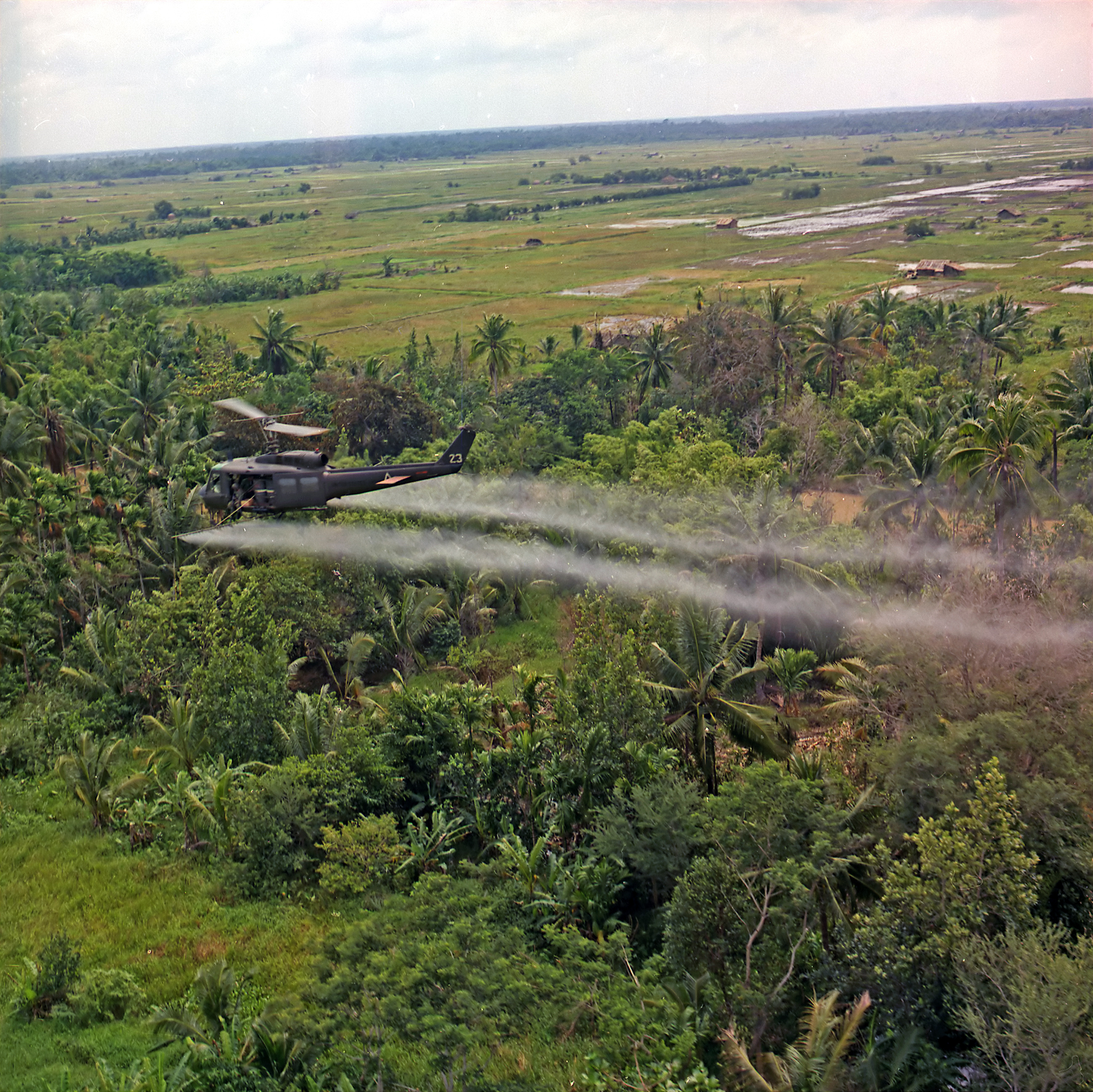
Rozprašování defoliantů z helikoptéry Bell UH-1 Iroquois

Operace Ranch Hand je kódové označení pro akci Ozbrojených sil USA během tzv. 2. vietnamské války v jižním Vietnamu a v přilehlých územích dalších států.
V rámci operace v letech 1962 až 1971 rozprašovalo Letectvo Spojených států amerických směsi pesticidů s cílem zničit rostlinstvo v rozsáhlých oblastech tak, aby mohly být snáze bombardovány základny a zásobovací trasy nepřátelských jednotek.
Nasazeny byly různé směsi chemických látek, pro které bylo užíváno kódové označení podle barev – Agent Pink, Agent Green, Agent Purple, Agent Blue, Agent White. Nejznámější a nejmasovější bylo nasazení směsi kódově nazývané Agent Orange, což byla směsi herbicidů (2,4-D) a (2,4,5-T). Vedlejším produktem při výrobě jedné ze složek Agent Orange byl vysoce jedovatý dioxin, což je obecný název pro 2,3,7,8-tetrachlordibenzo-p-dioxin (TCDD). Odhaduje se, že celkem bylo rozprášeno asi 70 tisíc tun herbicidů, které mohly obsahovat asi 150 kg dioxinu.[zdroj?]
Cílovou oblastí operace Ranch Hand byla delta řeky Mekong, kde byly terčem nepřátelských útoků hlídkující lodě US Navy. [zdroj?]
Hlavními dodavateli pesticidů pro operaci Ranch Hand byly chemičky Dow Chemical a Monsanto.